# Hergé

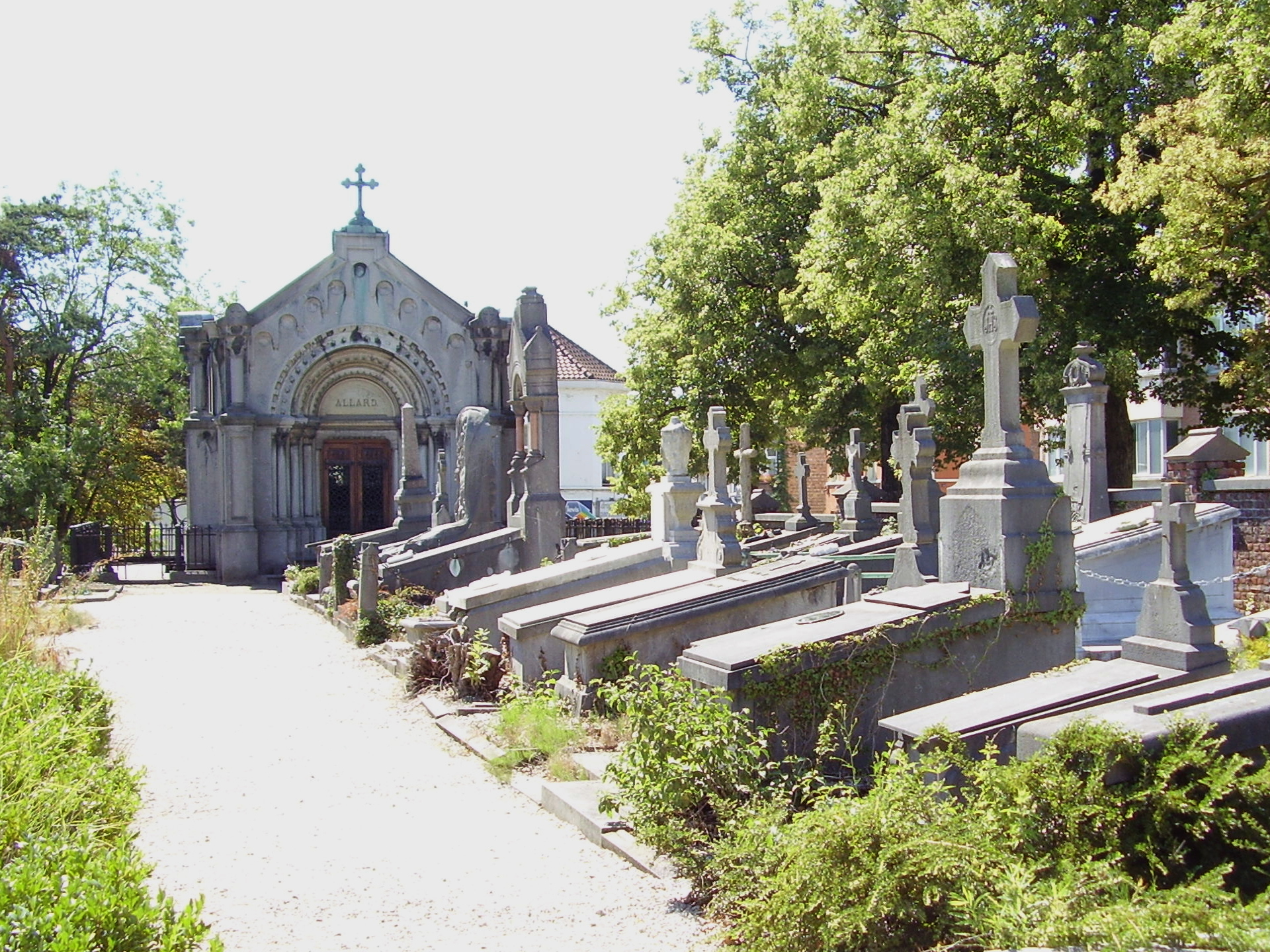
Brukselski cmentarz Dieweg, gdzie spoczywa Hergé

Hergé [wymowa: erż’e], właśc. Georges Prosper Remi (ur. 22 maja 1907 w Brukseli, zm. 3 marca 1983 tamże) – belgijski rysownik komiksowy zaliczany do najpopularniejszych twórców XX wieku. Seria komiksów Przygody Tintina, których bohaterem jest podróżnik Tintin sprzedana została w ponad 200 mln egzemplarzy i przetłumaczona z języka francuskiego na ponad 91 języków.
W trakcie II wojny światowej należał do kolaboracyjnej belgijskiej organizacji Christus Rex oraz pracował dla kontrolowanej przez niemieckiego okupanta gazety „Le Soir”.
Pseudonim Hergé, którym podpisywał prace, pochodzi od jego inicjałów RG (wymawianych po francusku).